# Departamento Güer Aike
Das Departamento Güer Aike liegt im Südosten der Provinz Santa Cruz im Süden Argentiniens und ist eine der sieben Verwaltungseinheiten in der Provinz.
Es grenzt im Norden an die Departamentos Lago Argentino und Corpen Aike, im Osten an den Atlantischen Ozean und im Süden und Westen an Chile.
Die Hauptstadt des Departamento Güer Aike ist Río Gallegos.

## Bevölkerung

### Übersicht
Das Ergebnis der Volkszählung 2022 ist noch nicht bekannt. Bei der Volkszählung 2010 war das Geschlechterverhältnis mit 57.451 männlichen und 55.816 weiblichen Einwohnern recht ausgeglichen mit einem knappen Männerüberhang.
Nach Altersgruppen verteilte sich die Einwohnerschaft auf 30.830 Personen (27,2 %) im Alter von 0 bis 14 Jahren, 75.768 Personen (66,9 %) im Alter von 15 bis 64 Jahren und 6.669 Personen (5,9 %) von 65 Jahren und mehr.

### Bevölkerungsentwicklung
Das Gebiet ist sehr dünn besiedelt. Die Bevölkerungszahl ist seit 1947 stetig gestiegen. Die Schätzungen des INDEC gehen von einer Bevölkerungszahl von 144.483 Einwohnern per 1. Juli 2022 aus.
| Jahr | 1947  | 1960   | 1970   | 1980   | 1991   | 2001   | 2010    | 2022    |
| Einwohner                                                                                                | 9.537 | 21.228 | 37.624 | 56.114 | 79.032 | 92.878 | 113.267 | k. Ang. |
| Bevölkerungsentwicklung des Departements seit 1947; Quelle: Ergebnisse der Volkszählungen in Argentinien |       |        |        |        |        |        |         |         |

## Städte, Gemeinden und Lokalverwaltungen
Das Departamento besteht aus 
- der Gemeinde/Stadt Río Gallegos
- der Gemeinde/Stadt Veintiocho de Noviembre
- der Gemeinde/Stadt Yacimientos Río Turbio

ländlichen Siedlungen wie El Turbio (Est. Gobernador Mayer), Julia Dufour, Mina 3 und Rospentek sowie Weilern/Streusiedlungen und Landgütern (Estancias).